# Nimbochromis
Nimbochromis (von „Nimbus“ (lateinisch, dunkle Wolke), bezieht sich auf die Zeichnung aus verschwommenen Flecken) ist eine Gattung afrikanischer Buntbarsche, die endemisch im ostafrikanischen Malawisee vorkommt. 

## Merkmale
Nimbochromis-Arten werden etwa 25 Zentimeter lang. Ihre Gestalt ist typisch für haplochromine Buntbarsche, mäßig hochrückig und seitlich abgeflacht. Das Maul ist endständig, tief eingeschnitten und verläuft schräg nach unten. Ihr Färbung zeichnet sich durch ein Muster aus dunklen, Flecken aus, deren Ränder unscharf sind und oft miteinander verschmelzen. Der weichstrahlige Teil von Rücken- und Afterflosse ist gepunktet. 
Wie fast alle Buntbarsche des Malawisees sind die Nimbochromis-Arten Maulbrüter, die in flachen, selbst gegrabenen Mulden auf dem Bodengrund oder auf flachen Steinen laichen, und den Laich unmittelbar darauf ins Maul nehmen. Sie ernähren sich carnivor.

## Arten
Gegenwärtig besteht die Gattung aus fünf beschriebenen Arten. 
- Leopardmaulbrüter (Nimbochromis fuscotaeniatus Regan, 1922)
- Rüsselmaulbrüter (Nimbochromis linni Burgess & Axelrod, 1975)
- Nimbochromis livingstonii (Günther, 1894)
- Vielfleckmaulbrüter (Nimbochromis polystigma Regan, 1922)
- Nimbochromis venustus (Boulenger, 1908)